# Тригатрон

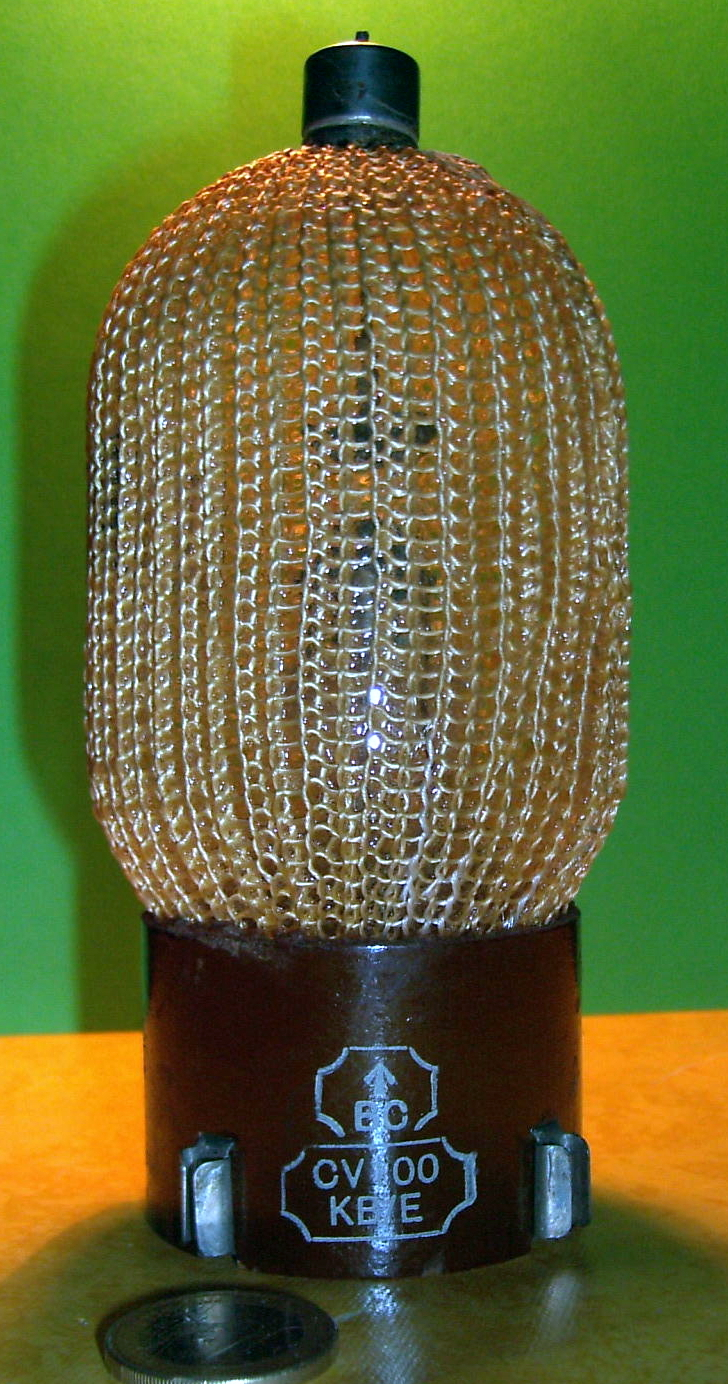
Тригатрон CV100

Тригатро́н (от англ. trigger — пусковое устройство, пусковой сигнал и электрон) — обычно газонаполненный или, реже, заполненный жидким диэлектриком трёхэлектродный электронный прибор — разновидность управляемого искрового разрядника с холодным катодом для коммутации больших токов с высокими напряжениями (обычно 10—100 кВ, 20—100 кА, коммутируемые токи достигают миллионов ампер).
Применяются для включения очень больших токов на какую-либо нагрузку, питаемую, обычно, от батарей накопительных конденсаторов, в электродинамических пушках, сильноточных ускорителях заряженных частиц, генераторах Маркса и др.

## Принцип действия
Представляет собой трёхэлектродный электронный прибор, два из электродов которого рабочие, предназначены для включения в коммутируемую мощную цепь и третий электрод — инициирующий (иногда называемый поджигающим) служит для включения прибора. Перед включением между рабочими электродами приложено высокое напряжение, но ток через прибор не протекает, так как электроды разделены жидким или газообразным диэлектриком. При включении прибора на управляющий электрод подаётся импульс высокого напряжения, ионизирующий газ или другой диэлектрик в пространстве между рабочими электродами. Начальная ионизация межэлектродного промежутка вызывает лавинное размножение зарядов в межэлектродной плазме, при этом электрическое сопротивление между рабочими электродами падает на много порядков, коммутируя внешнюю электрическую цепь. Восстановление прибора из состояния проводимости в непроводящее состояние происходит после снижения тока ниже некоторого малого тока, называемого током гашения. Таким образом, этот прибор не может быть выключен после включения подачей управления на управляющий электрод, а только снижением тока через него. 

## Конструкция
Конструкции тригатронов довольно просты, и во многих случаях их применение — самое экономически выгодное решение для включения мощных электрических цепей.
Иногда эти приборы не имеют корпуса и работают в воздушной среде, другие типы имеют герметизированный стеклянный или керамический корпус, заполненный газом, в том числе газом под избыточным давлением.
Некоторые типы тригатронов заполняются жидким диэлектриком (например, трансформаторным минеральным маслом) для повышения пробойного напряжения. Тригатрон может быть спроектирован для многократной коммутации (более 10 000 переключений), также может быть однократного применения, разрушающийся при первом включении.
Тригатрон имеет 3 электрода — 2 массивных (главных) для пропуска большого тока и небольшой управляющий электрод. В выключенном состоянии тригатрона напряжение между главными электродами должно быть меньше напряжения пробоя межэлектродного промежутка, которое зависит от применённого диэлектрика (воздуха, аргоно-кислородной смеси, азота, водорода или элегаза).
Для включения тригатрона на управляющий электрод подаётся высоковольтный импульс. Возникающее электрическое поле ионизирует газ между управляющим и одним из главных электродов, при этом возникает искровой разряд, который укорачивает неионизированный промежуток между главными электродами. Ультрафиолетовое излучение искры порождает за счет ионизации множество свободных электронов в промежутке. Это приводит к электрическому пробою и между главными электродами возникает электрическая дуга, имеющая малое электрическое сопротивление. Дуга существует до тех пор, пока напряжение между главными электродами не станет меньше некоторого значения.
Управляющий электрод часто располагают в отверстии в центре положительного главного электрода (анода); отрицательный электрод (катод) не имеет отверстий.
При работе с большими токами электроды сильно нагреваются, так как подвергаются действию электрической дуги, что приводит к постепенному испарению материала электродов. В некоторых моделях тригатронов предусмотрена регулировка расстояния между электродами, также есть возможность полной замены электродов. Главные электроды обычно изготавливаются из бронзы или порошкового спрессованного компаунда медь-вольфрам.
Тригатроны, оформленные в стеклянной колбе, часто покрывают защитной металлической сеткой, блокирующей разлёт осколков стекла при аварийном взрыве колбы.

## Применение
Тригатроны находят применение в импульсной технике, например, они использовались в модуляторах первых радаров для передачи мощных импульсов на магнетроны. Используются для управления электродетонаторами и как разрядники в генераторах Маркса.

## Терминология
По мнению БСЭ, термин «тригатрон» к середине 70-х годов XX века почти вышел из употребления в русском языке и его вытеснил более широкий термин «управляемый разрядник». Однако, просмотр страниц Интернета показывает, что термин и поныне используется довольно широко (2007 год).